# Puente del Puerto de Demerara
El Puente del Puerto de Demerara (en inglés y oficialmente: Demerara Harbour Bridge) es un puente flotante de 1851 m de largo con un peaje. Fue encargado el 2 de julio de 1978 y se encuentra en el país sudamericano de Guyana. El puente cruza el río Demerara 6,4 km al sur de la capital Georgetown, Guyana. Tiene un paso peatonal. Una sección elevada permite a pequeños barcos pasar por debajo. Otra parte permite el paso de embarcaciones más grandes. La construcción del Puente del Puerto de Demerara comenzó el 29 de mayo de 1976. La ayuda para su construcción fue proporcionada por el Gobierno británico. el Peaje se recoge sólo en un sentido de la marcha a pesar de que el puente posee un carril de tráfico en cada dirección. El tráfico que va de oeste a este no paga peaje.